# Loudness (album)
Loudness è il decimo album del gruppo heavy metal giapponese Loudness, pubblicato nel 1992 dalla Warner Music Japan.
Si tratta dell'unico album studio nel quale ha suonato Taiji Sawada, ex bassista degli X Japan, e il primo con Masaki Yamada, cantante dei Flatbacker e degli EZO.

## Tracce
1. Pray for the Dead – 4:15
2. Slaughter House – 3:53
3. Waking the Dead – 3:55
4. Black Widow – 4:50
5. Racing the Wind – 4:04
6. Love Kills – 5:14
7. Hell Bites (From the Edge of Insanity) – 5:54
8. Everyone Lies – 4:43
9. Twisted – 5:20
10. Firestorm – 4:29

(Testi di Masaki Yamada, musiche di Jody Gray e Akira Takasaki)

## Formazione
- Masaki Yamada - voce
- Akira Takasaki - chitarra
- Taiji Sawada - basso
- Munetaka Higuchi - batteria